# Högnordisk pärlemorfjäril
Högnordisk pärlemorfjäril (Boloria polaris) är en art i insektsordningen fjärilar som tillhör familjen praktfjärilar.

## Kännetecken
Den högnordisk pärlemorfjärilens vingar är gulbruna på ovansidan med mörka rader av prickar och fläckar. På bakvingarna är den inre hälften mörkpudrad. Undersidan är närmast vingbasen rödbrun och tecknad i mörkbrunt, benvitt och gult närmare vingkanten. Vingbredden är 34 till 43 millimeter. Den är mycket lik arktisk pärlemorfjäril och Frejas pärlemorfjäril, två andra arter av pärlemorfjärilar med ungefär samma storlek. Den kan dock skiljas från dessa genom att bakvingens vita kantfläckar är insnörda på mitten så att de nästan är T-formade.

## Utbredning
Den högnordiska pärlemorfjärilen finns i norra Europa, Asien och Nordamerika samt på Grönland, i arktiska områden och på platser med liknade förhållanden. I Sverige är dess utbredning väldigt lokal och begränsad till ett fåtal fjällområden i Lycksele och Torne lappmarker.

### Status
I Sverige är den högnordiska pärlemorfjärilen klassad som starkt hotad. Det största hotet mot arten är dess begränsade utbredningsområde, vilket gör populationerna känsliga för lokala störningar, som till exempel alltför hårt bete av renar. Ett annat befarat hot mot arten är habitatförlust, då de fjällhedar där den lever allt mer kan komma att växa igen i takt med att skogsgränsen flyttas högre upp på fjällen, vilket troligen sker om medeltemperaturen i området ökar.

## Levnadssätt
Den högnordiska pärlemorfjärilens habitat är fjällhedar och tundra i områden med lite nederbörd, det vill säga regn och snö. Flygtiden är vanligen från slutet av juni till början av juli. Efter parningen lägger honan äggen, i Sverige och Norge på kantljung, men i Nordamerika även på fjällsippa och odon. Äggen kan läggas ett och ett, eller i grupper på upp till tjugo ägg per grupp. Utvecklingstiden från ägg till imago är troligen två år, med två övervintringar som båda sker som larv.